# Torre Catalina
La Torre Catalina es un proyecto inmobiliario en el conjunto Catalinas Norte de la ciudad de Buenos Aires. Impulsado por la firma Consultatio y diseñado por el estudio Arquitectonica, de Miami, se trata de una torre de oficinas de 150 metros de altura.
En 2009, el Jefe de Gobierno de Buenos Aires, Mauricio Macri, consiguió el aval de la Legislatura de la Ciudad para subastar los últimos tres terrenos libres en Catalinas Norte ante la crisis financiera que atravesaba el gobierno porteño, Las tasaciones eran tres veces menores que el precio del mercado.
La Legislatura porteña le aprobó al Ejecutivo porteño la venta de los terrenos públicos por $ 386 millones, a condición de que ese dinero fuera destinado exclusivamente para la construcción de 36 escuelas, sin embargo la mayoría no fue construida. En junio de 2010, el Gobierno de la Ciudad vendió a Eduardo Costantini el terreno sobre Avenida Alem y Córdoba, por ARS 181.000.000, siendo calificado por la prensa como "el terreno más caro de la Argentina". Ya en 2011, Costantini presentaba el proyecto arquitectónico encargado al estudio norteamericano. El principal beneficiario de la subasta fue el empresario cercano al Jefe gobierno porteño Nicolás Caputo
El terreno comprado estaba ocupado hasta ese momento por una estación de servicio y un estacionamiento subterráneo, que fueron demolidos a fines de 2011 para comenzar los difíciles trabajos de fundación de la torre, ya que la zona está formada con tierras de relleno. El edificio contará con 150 metros de altura, 33 pisos, una superficie total de 75.924 m² y estacionamiento para 600 vehículos, y en tal caso pasará a ser el más alto del conjunto al superar la Torre BankBoston que cuenta con 140 metros.